# 釜伏山 (樺太)
釜伏山（かまぶしやま） (Гора Краснова)は、樺太島の西海岸にある山である。
当該地域の領有権に関しては樺太を参照の事。

## 概要
- 恵須取郡珍内町と鵜城村に跨っていた。標高は1087m。